# Gândul
Gândul este un ziar din România, lansat la data de 4 mai 2005 de o echipă redacțională condusă de Cristian Tudor Popescu (director), Mircea Dinescu (senior editor), Adrian Ursu, Lelia Munteanu, Bogdan Chirieac, redactori șefi. Cotidianul a fost fondat de un grup de foști editori ai ziarului Adevărul, care au demisionat în bloc, în același an 2005.
Numele inițial ales de echipa redacțională demisionară de la ziarul Adevărul a fost Prezent. Însă, noul ziar s-a numit Prezent doar pentru câteva zile, deoarece Oficiul pentru Invenții și Marci a descoperit că numele era deja înregistrat de altă echipă redacțională. Ziarul mai putea fi botezat Palma, Pâinea neagră sau Infati dar după discuții îndelungate într-o sală de consiliu a unui hotel de lângă Piața Presei Libere s-a ajuns la Gândul Românesc și mai apoi, doar Gândul.
În prima lună, toată echipa redacțională a muncit într-o magazie din Casa Presei Libere, timp în care o echipă de muncitori lucra la noile birouri.
În anul 2006, trustul Media Pro a preluat pachetul majoritar de acțiuni prin firma Publimedia, pentru o sumă de mai puțin de un milion de dolari.
În anul 2019, grupul Gândul Media Network, deținătorul Ciao! și al Cancan, a achiziționat mărcile Gândul, Descoperă, CSID, Apropo TV și Go4IT, de la Adrian Sârbu, proprietarul Mediafax Group. Proprietarul grupului Gândul este omul de afaceri Radu Budeanu.